# Macrocefalia urbana
Macrocefalia urbana é um fenômeno que consiste na existência de uma rede de centros urbanos muito desequilibrada em quantidade de população, em países, estados ou regiões. Ou seja, uma rede onde há grandes cidades e faltam cidades de média dimensão.
Existem vários exemplos em países subdesenvolvidos, onde a urbanização foi acelerada, formando um número pequeno de grandes cidades e um número grande de pequenas cidades, pelo fenômeno da metropolização. Pode-se citar exemplos em vários países da América Latina, com destaque para Montevidéu, que concentra a metade da população do Uruguai.